# 仕事算
仕事算（しごとざん）とは、算数や初等数学における文章題の一種。仕事を一定のペースでこなしていくときの、様々な条件から、終わるまでの所要時間を求める問題である。

## 概要
- ある仕事のペースが異なる者が数人集まって共同作業をしたときに、仕事を終えるまでに要する時間を求める問題。
  - 仕事全体を1とおくと解けるが、仕事全体を各人のかかる時間の最小公倍数にすると分数を使わなくて済む。
  - これが「人」や「仕事」ではなかったり、負の仕事をするものが現れたりするなど、さまざまなバリエーションがある。ただし、負の仕事を交えた場合にはニュートン算というくくりに入れるのが普通である。（例外もある。）
  - 協力した場合の所要時間は、各人の所要時間の調和平均に等しい。
  - 仕事算と考え方が同じものとして出会い算がある。
    - 出会い算は、2人が協力して一定の道のりを歩くという仕事をすることとみなせるからであり、その意味で、ニュートン算は追いつき旅人算とみなせる。

  - 水槽算も仕事算と同じである。仕事算は人が仕事をする量の計算に対して、水槽算は管が水を出し入れする量の計算である。

## 例題
ある部屋の掃除を終えるのに、Aだと3時間かかり、Bだと2時間かかる。AとBが一緒に掃除すると、終わるまでに何時間何分かかるか。

### 解法
一般的な解法は以下の通り。
- Aが1時間当たりに掃除する量を1とする（時間に対する掃除のペースは一定であるのは暗黙の了解とする）。
  - この場合、掃除する量は1×3=3である。
  - すると、Bさんの1時間あたりに掃除する量は、3÷2=1.5となる。
  - これより、二人の1時間あたりに掃除する量は1+1.5=2.5となる。
  - 3だけ掃除をするのに要する時間は、3÷2.5=1.2時間、すなわち1時間12分が答えとなる。
- なお、よくある誤答として、3時間と2時間の算術平均として「2時間30分」としてしまうものがある。そもそも、一人でも2時間で仕事ができてしまう人がいることに注意しなければならない。

Bが1時間当たりの掃除できる量を1とおいても構わない。

### 別解
- 仕事全体を1と見ると、Aさんは1時間に 1/3, Bさんは1時間に 1/2 の仕事をする。

よって、A, B2人では1時間に 1/3 + 1/2 = 5/6 の仕事をする。
ゆえに、1÷ 5/6 = 1.2（時間）で終わる。
これは一般に、各人の所要時間の調和平均に等しい。
- 仕事全体を2と3の最小公倍数6と見ると、Aさんは1時間に2、Bさんは1時間に3の仕事をする。

よって、A, B2人では、1時間に2+3=5の仕事をし、6÷5＝1.2(時間)=1時間12分で終わる。